# Grande Catena Divisoria
La Grande Catena Divisoria (o altopiano orientale), è la più grande catena montuosa australiana, la quarta più lunga del mondo. Si estende per più di 3.500 km (2.175 miglia), con una larghezza che varia da circa 160 a più di 300 chilometri, da Dauan Island fino all'estremità nordorientale del Queensland, percorrendo l'intera costa orientale attraverso il Nuovo Galles del Sud, poi nel Victoria e svoltando ad ovest, prima di perdersi completamente nella pianura centrale nel Victoria occidentale.
La grande differenza tra i bassopiani costieri e gli altopiani orientali ha influenzato il clima australiano, principalmente dovuto a precipitazioni orografiche, e queste aree di maggior rilievo si sono rivelate un paesaggio impressionante di burroni.

## Storia
Le catene erano originalmente occupate da tribù aborigene australiane. In alcuni luoghi rimangono evidenti prove della loro occupazione da grotte decorate, villaggi e sentieri usati per viaggiare tra le regioni costiere e quelle interne.
Dopo l'insediamento europeo nel 1788, le catene furono un ostacolo all'esplorazione e all'insediamento dei coloni Britannici. Nonostante non fossero molto alte, parte degli altopiani era molto aspra.
Nel 1813, una strada utilizzabile fu finalmente scoperta direttamente ad ovest di Sydney attraverso le Blue Mountains a Bathurst da parte di Gregory Blaxland, che comprendeva William Lawson e William Charles Wentworth. (Le città nelle Blue Mountain furono in seguito chiamate con il nome di questi uomini.) Questo fu l'inizio dello sviluppo dei distretti dell'agricoltura del Nuovo Galles del Sud interno. Furono trovate strade più comode per raggiungere l'interno del Nuovo Galles del Sud verso Goulburn fino al sudovest, e ad ovest da Newcastle.
Furono condotte esplorazioni successive attraverso e intorno alle catene montuose da Allan Cunningham, John Oxley, Hamilton Hume, Ludwig Leichhardt e Thomas Mitchell. Questi esploratori avevano l'obiettivo principale di trovare nuove terre per l'agricoltura.
Nei tardi anni trenta dell'Ottocento furono esplorati i più fertili pascoli adiacenti alle catene montuose e alcuni insediamenti. Questi ultimi comprendevano le regioni di Gippsland e Riverina al sud, fin su alle pianure di Liverpool e alle depressioni del Darling al nord.
Furono successivamente stabilite numerose strade e ferrovie attraverso numerose parti delle catene, anche se molte aree rimangono tuttora remote. Per esempio, nel Victoria orientale esiste solo una grande strada che attraversa gli altopiani da nord a sud.

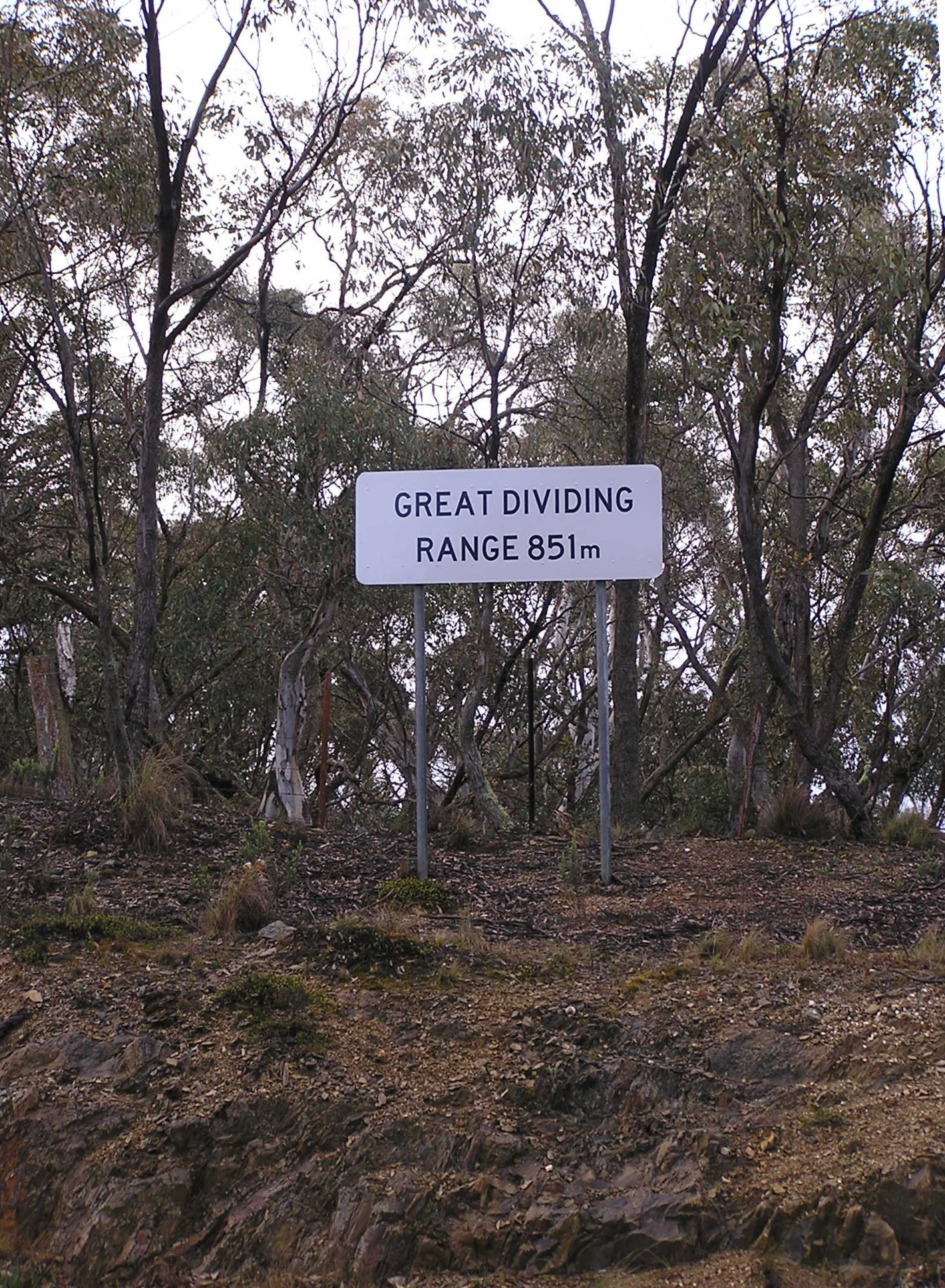
Cartello della Gran catena Divisoria sulla Kings Highway tra Braidwood e Bungendore

## Descrizione

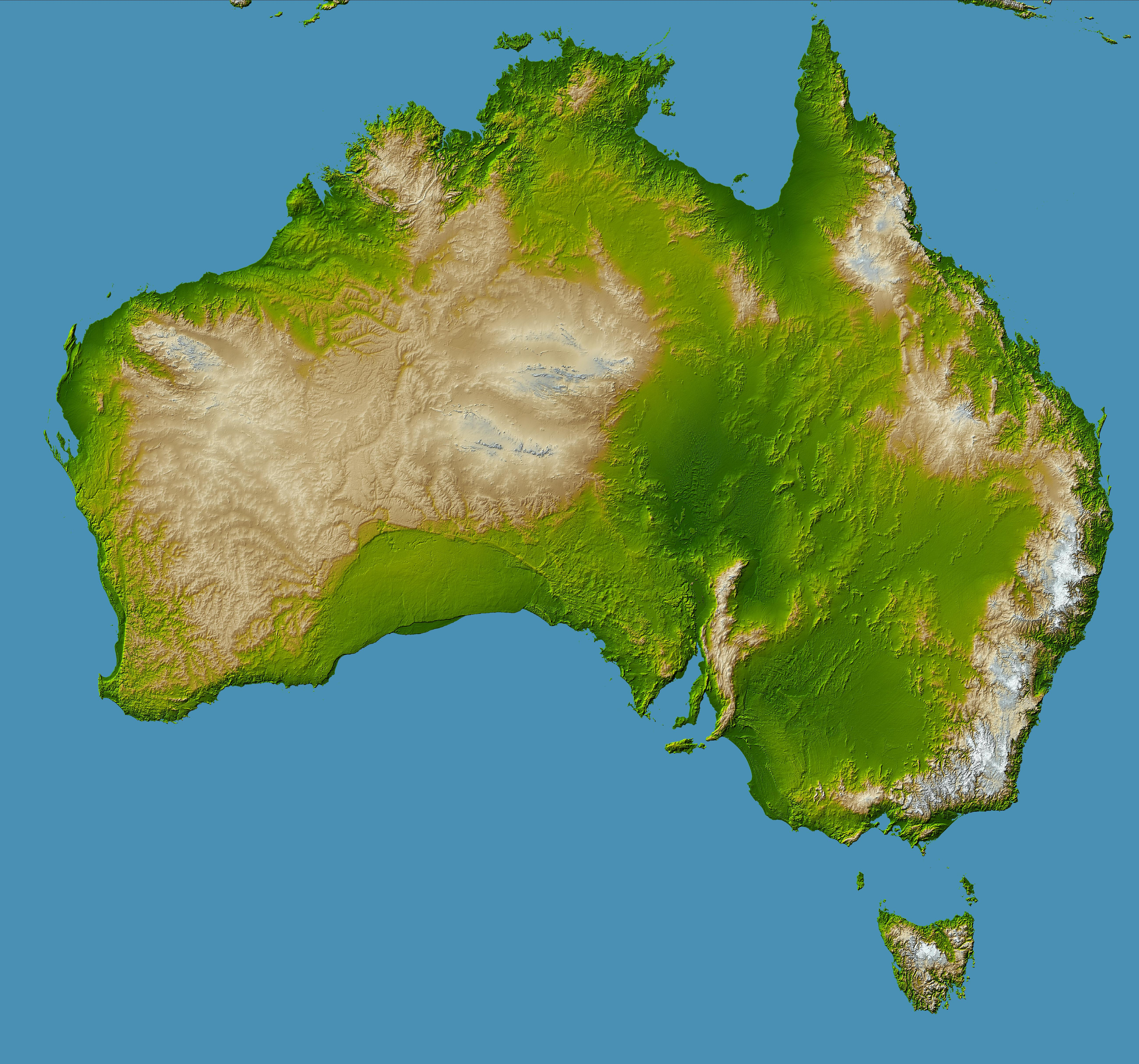
La Gran Catena domina la parte montuosa dell'Australia orientale

La Catena Divisoria non consiste di una singola catena montuosa: è costituita da un complesso di catene montuose, altopiani, regioni montuose e scarpate con una storia geologica complessa e molto antica. Il nome della divisione fisiografica per la massa montagnosa è chiamata "Cordigliera Australiana Orientale".
Il crinale della catena è definito dallo spartiacque o confine tra il bacino di drenaggio tra i fiumi che sboccano direttamente verso est nell'Oceano pacifico, o a Sud nel Bass Strait, e quei fiumi che sboccano nel sistema fluviale Murray-Darling a ovest e nord. Al nord, i fiumi nel versante occidentale della catena sboccano verso il Golfo di Carpentaria.
Le parti più aspre e alte della "catena" non formano necessariamente parte del crinale della catena, ma possono essere diramate e ramificarsi da esse. Il termine "Gran Catena Divisoria" può riferirsi specificamente al crinale di drenaggio della catena, o all'intero sistema di tavolati comprendendo tutti quelle colline e montagne della costa orientale dell'Australia e le pianure centrali e i bassopiani. Notevoli catene e altre caratteristiche che costituiscono parte del complesso montuoso hanno nomi distinti.

### Caratteristiche
Alcune parti degli altopiani che consistono di terre relativamente piane e ben irrigate secondo gli standard australiani furono sviluppate a fini agricoli o pastorali. Queste aree comprendono il tavolato di Atherton e i bassopiani di Darling nel Queensland e i tavolati settentrionali, gli altopiani e i tavolati meridionali nel Nuovo Galles del Sud. Altre parti dei tavolati sono troppo impervie per essere coltivate e sono state usate per silvicoltura. Molte parti degli altopiani che non sono stati sviluppati a fini agricolo-pastorali ora costituiscono parchi nazionali.
Tutte le aree alpine dell'Australia, comprendenti le proprie montagne più alte, il monte Kosciuszko (2.228 m s.l.m.), fanno parte di questa catena montuosa. Le aree più alte nel Nuovo Galles del Sud meridionale e del Victoria orientale sono conosciute col nome di Alpi australiane.
Il cuore centrale della Gran Catena Divisoria è punteggiato da centinaia di cime ed è circondato da catene montuose più basse o speroni, canyon, valli e pianure di significanza regionale. Alcune delle più grandi pianure comprendono le Pianure Alte dell'Australia sud-orientale, gli altopiani meridionali, gli altopiani centrali e gli altopiani Bogong nel Victoria. Altri tavolati considerati facenti parte della Grande Catena Divisoria sono gli altopiani Atherton, la regione del vino di Canberra e gli altopiani meridionali.

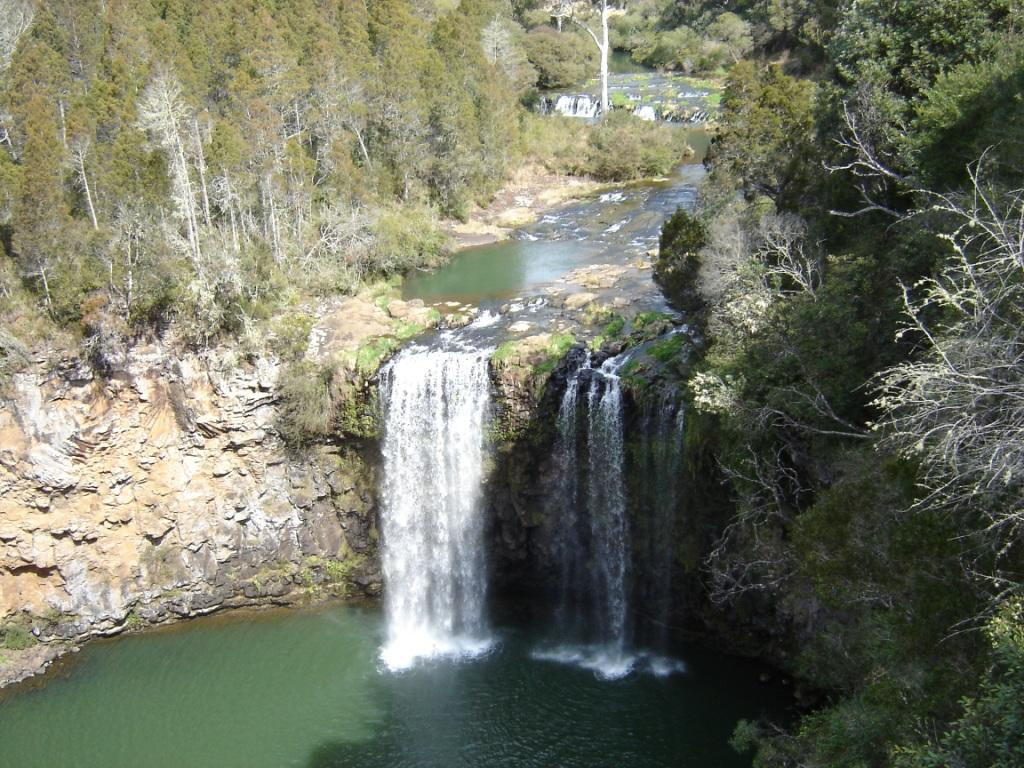
Cascate Dangar Falls a Dorrigo (New South Wales) lungo la Grande Catena Divisoria

Le catene Dandenong, le Bunya Mountains, le Blue Mountains, la catena Liverpool, le catene McPherson e la catena Moonbi sono alcuni degli speroni e delle catene montuose più piccole che formano la catena divisoria più grande. Altre catene e tavolati notevoli che costituiscono parte della Grande Catena Divisoria comprendono la catena Liverpool, la catena di Mount Royal e il Monaro. Nonostante alcune cime degli altopiani raggiungano altezze rispettabili di poco più di 2.000 metri, l'età della catena montuosa e la sua erosione dimostrano che la maggior parte delle montagne non sono molto ripide, e ipoteticamente tutte le cime possono essere raggiunte senza equipaggiamento da alpinismo.
In alcune aree, come nelle Snowy Mountains, nelle Alpi Victoriane, nel Scenic Rim e nelle scarpate orientali della Nuova Inghilterra, gli altopiani formano una barriera significativa. La scarpata orientale è sito di alcune cascate spettacolari che si formarono da fiumi che cadevano dai tavolati. In altre aree le pendici discendono lievemente e in alcuni luoghi la catena montuosa è a mala pena percettibile.
Alcuni rinomati valichi della catena montuosa comprendono il Coxs Gap, il Cunnigham Gap, il Dead Horse Gap, il Nowlands Gap e lo Spicers Gap.

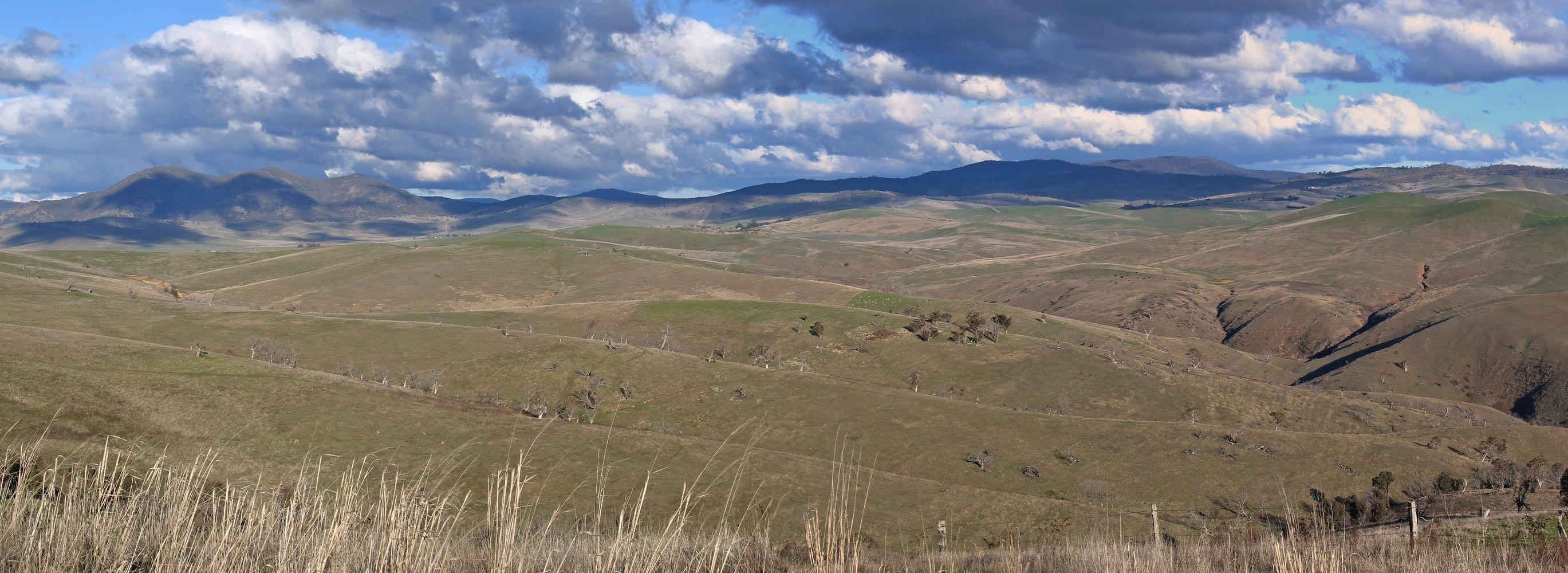
Pianure viste da Mount Bloward

Città degne di nota situare negli altopiani della catena montuosa sono Atherton, Toowoomba, Armidale, Oberon, Goulburn, Canberra, Walcha e Omeo. Molti altri paesi e città sono poste nelle pianure e ai piedi delle colline adiacenti agli altopiani. C'è una forte storia naturale e un attaccamento culturale alla regione della Catena Divisoria in paesi e in talvolta remote proprietà terriere.